# Křížová hora (rozhledna)
Rozhledna Křížová hora se nachází na vrcholu stejnojmenného pahorku v Hanušovické vrchovině, Jeřábské vrchoviny východně nad městečkem Červená Voda v okrese Ústí nad Orlicí. Rozhledna byla otevřena 16. července 2007. Bývá otevřena za příznivého počasí.
Celkové náklady na rozhlednu byly 7,2 milionů korun, investorem byla obec Červená Voda za přispění Evropské unie (5 mil.) a Pardubického kraje 1,1 mil.). Za architektonickým a projekčním návrhem stojí Jan Mádlík z ateliéru Atelier Architektury Jan Mádlík.
Rozhledna se stala Stavbou roku 2008 Pardubického kraje.

## Historie
Rozhledna na Křížové hoře byla postavena na místě původního poutního kostela z roku 1833 a výletní restaurace, ke kterým vedla křížová cesta. Kostel byl později zničen, zejména kvůli armádním cvičením.
Po roce 1989 došlo pomalu ke snaze tuto lokalitu povznést a využít k turistickému ruchu.

### Záměr rozhledny
Architektonickým záměrem bylo vytvoření stavby prostorově otevřené a zároveň obsahující částečně povětrnostně chráněný prostor pro turisty a poutníky pod širým nebem. To vše spolu s možností se opět rozhlédnout do krajiny z vyvýšeného místa, tak jak to dříve umožňovala kostelní věž. Původní podobu místa připomíná historická stopa kostela, provedená v kamenné dlažbě lemované štěrkovým posypem, od kterého se odvíjí nový příběh současné novostavby.
Z přízemního atria – otevřeného ochozu zakončeného oblou střechou – vyrůstá věž se shodně tvarovaným zastřešením.

### Výstavba
Výstavba probíhala mezi květnem 2006 až červencem 2007.

## Popis
Věž má celkovou výšku 25 metrů. Na vyhlídkové podlaží ve výšce 22 metrů se návštěvník dostane po 130 schodech. Nosnou konstrukci vyhlídkové plošiny tvoří železobetonový tubus  s tloušťkou stěn 20 milimetrů a půdorysem kruhu. Je vyztužen osmi svislými příhradovými dřevěnými žebry. Ochoz je tvořen též ze železobetonového soklu v kombinaci s oblými lepenými dřevěnými krokvemi. Střešní krytina rozhledny je tvořena z měděného plechu, ochoz je krytý modifikovaným živičným pásem s břidličným vsypem.
Opláštění stavby tvoří obložení ze smrkových palubek žluté barvy.